# Villiers-sous-Grez
Villiers-sous-Grez település Franciaországban, Seine-et-Marne megyében. Lakosainak száma 684 fő (2022. január 1.). Villiers-sous-Grez La Chapelle-la-Reine, Grez-sur-Loing, Larchant és Recloses községekkel határos.

## Népesség
A település népessége az elmúlt években az alábbi módon változott:
| Lakosok száma | 750  | 740  | 734  | 681  | 651  | 646  | 659  | 661  | 684  |
|               | 2013 | 2015 | 2016 | 2017 | 2018 | 2019 | 2020 | 2021 | 2022 |